# Řasnice (nádraží)
Řasnice je dopravna D3 v km 7,796 trati Frýdlant v Čechách - Jindřichovice pod Smrkem. Dopravna sousedí se stanicemi Frýdlant v Čechách a Nové Město pod Smrkem. Je jednou ze dvou zastávek v obci Dolní Řasnice, druhou je Řasnice zastávka. 
Dopravna Řasnice se nachází v jihozápadní části obce. Severně od ní je průmyslový areál společnosti Sintex Automotice CZ vyrábějící díly pro automobilový průmysl. Do areálu však nevede železniční vlečka.[zdroj?] Severně od kolejiště je zbudována přízemní staniční budova (dům čp. 315), východně od níž stojí objekt skladiště, ke kterému je dovedena a před ním ukončena kusá kolej.
K dopravně není přivedena žádná turistická trasa. Pouze po zpevněné komunikaci vzdálené asi 150 metrů severním směrem je vedena cyklistická trasa číslo 3059.

## Historie

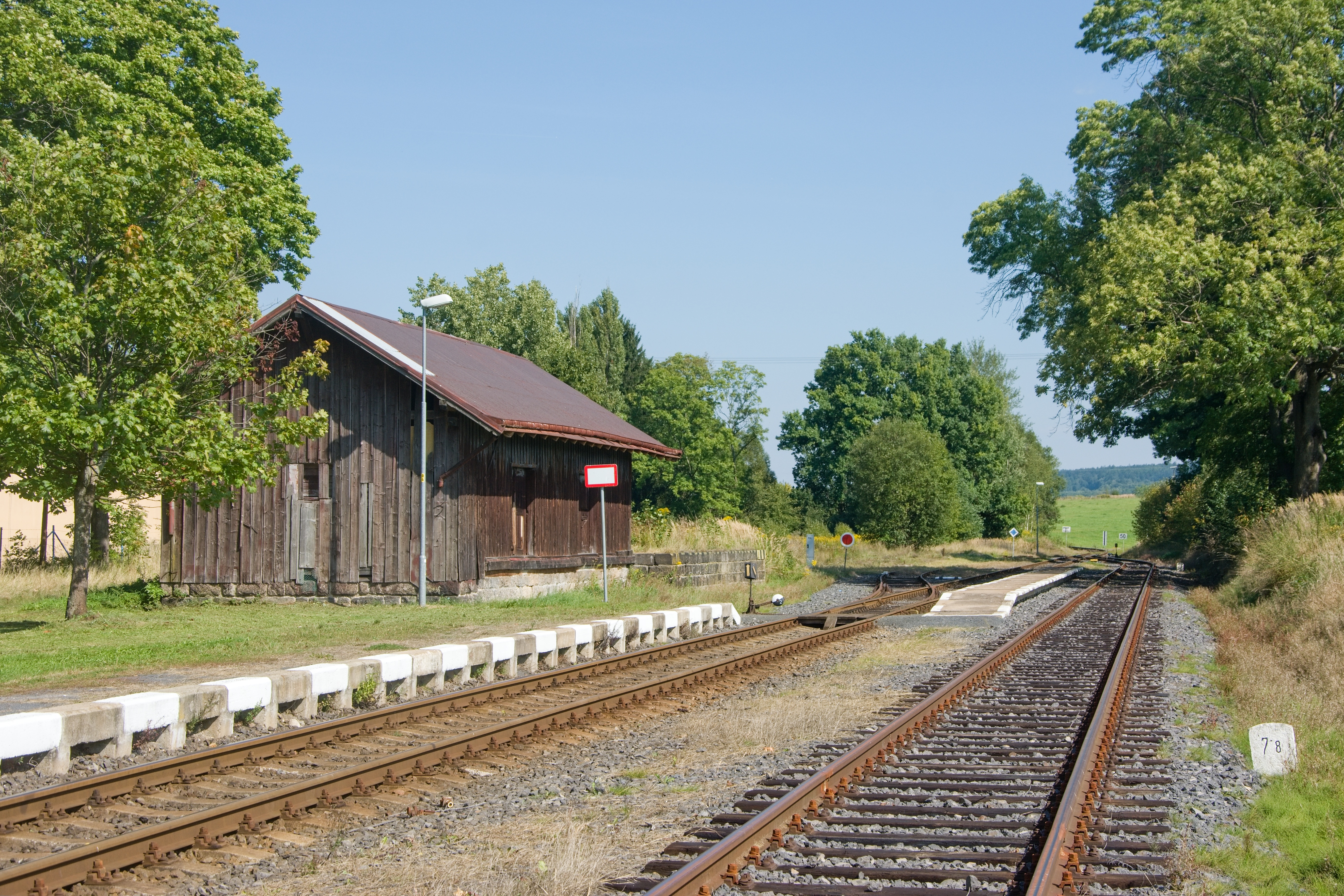
Pohled na kolejiště ve směru na Nové Město p. Smrkem

Stanice s tehdejším označením Rückersdorf byla dána do provozu 2. srpna 1902, tedy současně se zprovozněním tratě společnosti Frýdlantské okresní dráhy (FBB) z Frýdlantu do Jindřichovic pod Smrkem. V letech 1938–1945 se používal rozšířený název Rückersdorf (Sudetenland), pak až do roku 1949 opět jen Rückersdorf. Posléze bylo místo pojmenováno Dolní Řasnice, a to až do roku 1988, kdy se začal používat název Řasnice.

## Popis dopravny

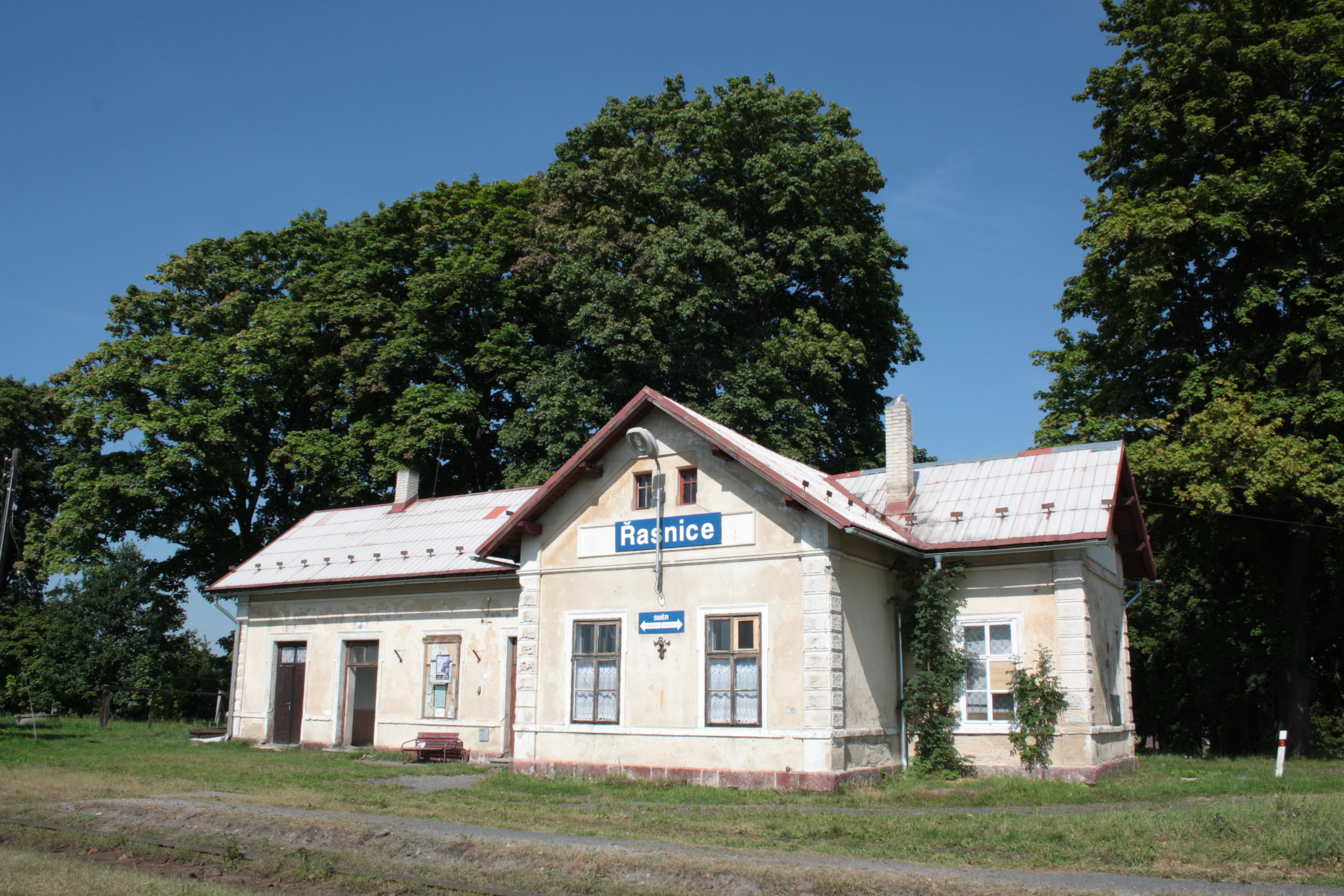
Nádražní budova v roce 2012, ještě se sypaným nástupištěm u koleje č. 1

V dopravně jsou celkem dvě dopravní koleje, č. 1 u budovy a č. 2. Obě dopravní koleje mají užitečnou délku 257 m. Z koleje č. 1 ještě odbočuje kusá manipulační kolej č. 3 s užitečnou délkou 80 m. V dopravně jsou tedy tři ručně přestavované výhybky a jedna ručně přestavovaná výkolejka (na manipulační koleji). Všechny koleje byly v minulosti delší, ještě v roce 2007 měly obě dopravní koleje užitečnou délku 329 m, manipulační kolej pak 176 m.
Dopravna je kryta z navazujících traťových úseků lichoběžníkovými tabulkami, které jsou umístěny v km 7,486 (od Frýdlantu v Č.) a v km 8,107.
U koleje č. 1 je zřízeno jednostranné vnější nástupiště typu Tischer s nástupní hranou ve výšce 300 mm nad temenem kolejnice, u koleje č. 2 je jednostranné vnitřní nástupiště typu SUDOP s nástupní hranou ve výšce 250 mm. Obě nástupiště mají délku 45 m, přístup na nástupiště č. 2 (u koleje č. 2) je po úrovňovém přechodu přes kolej č. 1. Dopravna je osvětlena automaticky spínanými svítidly na stožárech a budově dopravny. Dříve, ještě v roce 2007, byla v dopravně jen sypaná nástupiště bez zpevněných hran o délce 40 m u první koleje a 57 m u druhé koleje.
V obvodu dopravny se na frýdlantském záhlaví v km 7,560 nachází železniční přejezd označený P2897. Ten je zabezpečen výstražnými kříži a prochází jím cesta z Dolní Řasnice přes pole na silnici II/291.

## Provoz
V roce 2023 v dopravně pravidelně zastavovaly osobní vlaky linky L61 Liberec – Frýdlant v Čechách – Nové Město pod Smrkem – Jindřichovice pod Smrkem. V témže roce v dopravně pravidelně nekřižovaly žádné osobní vlaky, jen osobní s nákladními vlaky.